# Dřevohostice
Dřevohostice (en allemand : Drewohostitz, auparavant Drzewohostitz) est un bourg (městys) du district de Přerov, dans la région d'Olomouc, en République tchèque. Sa population s'élevait à 1 500 habitants en 2020.

## Géographie
Dřevohostice se trouve à 11 km à l'est-sud-est de Přerov, à 31 km au sud-est d'Olomouc et à 239 km à l'est-sud-est de Prague.
La commune est limitée par Šišma et Bezuchov au nord, par Radkova Lhota, Radkovy et Lipová à l'est, par Prusinovice au sud, et par Turovice, Nahošovice et Hradčany à l'ouest.

## Histoire
La première mention écrite de la localité date de 1326.